# Mezinárodní rok astronomie
Mezinárodní rok astronomie (anglicky International Year of Astronomy) byl světovou událostí roku 2009 pořádanou Mezinárodní astronomickou unií (IAU) ve spolupráci s Organizací OSN pro výchovu, vědu a kulturu (UNESCO). Cílem této události bylo připomenout rozvoj astronomie za posledních 400 let (od prvního použití dalekohledu Galileo Galileem), přiblížit význam a objevy astronomie nejširším vrstvám obyvatelstva a rozšířit povědomí o důležitosti astronomie pro lidskou společnost.
V rámci tohoto roku se konaly desítky projektů (v České republice jich bylo k 1. lednu připraveno 30) podporujících rozvoj astronomie a především seznamujících nejširší vrstvy obyvatelstva s objevy tohoto oboru. Od 2. do 5. dubna proběhla jedna ze stěžejních akcí – 100 hodin astronomie – kde měli zájemci např. možnost dálkově ovládat některé profesionální dalekohledy a vybírat si tak oblast svého pozorování.
Česká republika přidala další své vklady k této události. V mezinárodním roku astronomie se připomínalo, že uplynulo 400 let od vydání knihy Astronomia nova. V ní Johannes Kepler, který tou dobu působil v Čechách na dvoře Rudolfa II., publikoval své první dva zákony nebeské mechaniky. Současně uplynulo 50 let od pádu příbramského meteoritu. Jde o první meteorit na světě, který byl nalezen na základě fotografických snímků zaznamenávajících jeho dráhu v atmosféře.
Mezinárodní rok astronomie probíhal pod heslem Vesmír – kouzlo objevů (anglicky The Universe, Yours to Discover).

## Historie a účastníci

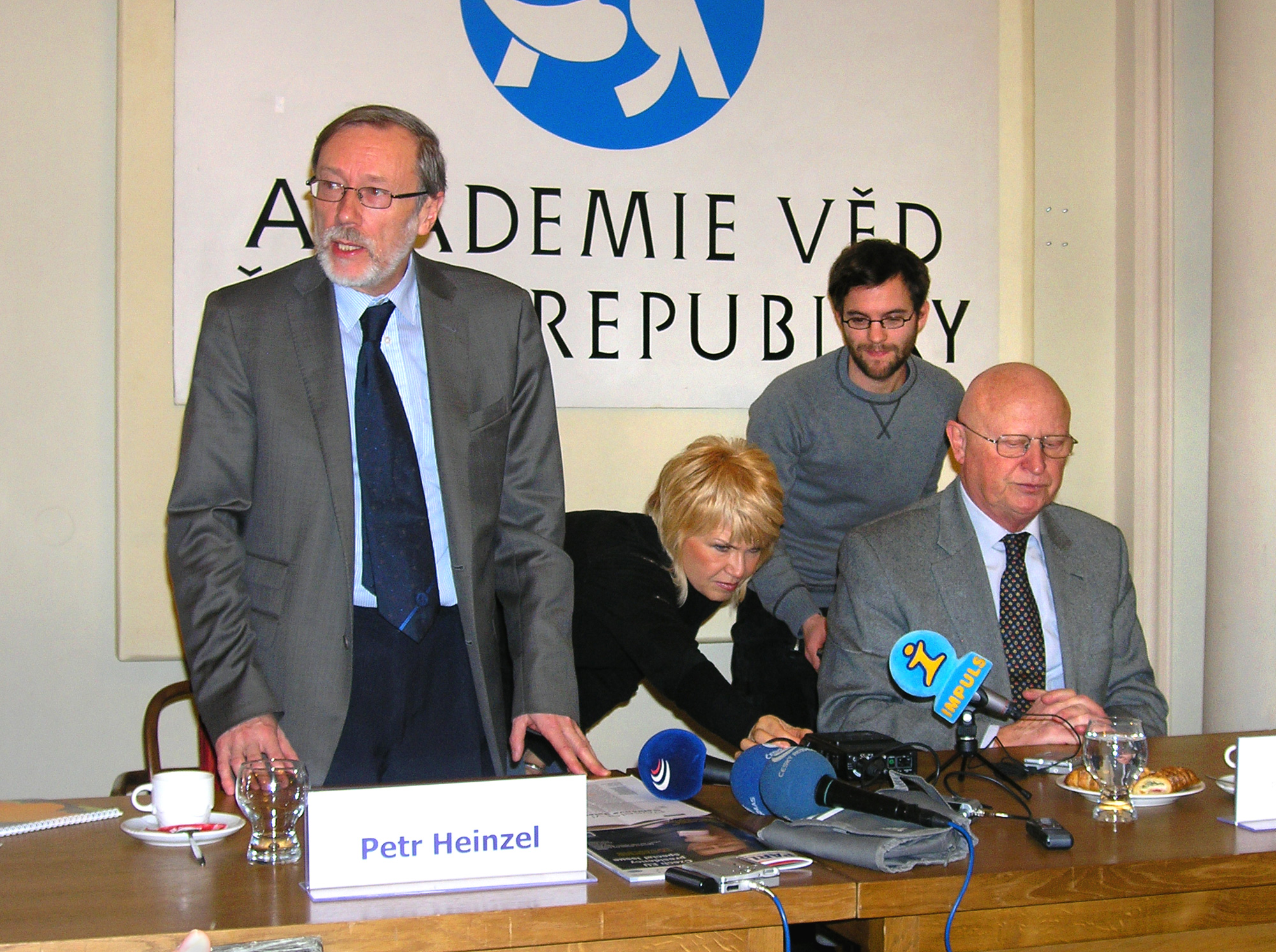
Petr Heinzel, ředitel Astronomického ústavu Akademie věd, na tiskové konferenci k zahájení Mezinárodního roku astronomie

Uspořádat Mezinárodní rok astronomie navrhla v roce 2003 Itálie. Mezinárodní astronomická unie tento návrh na svém kongresu v roce 2003 přijala a v roce 2005 jej odsouhlasilo i UNESCO. Mezinárodní rok astronomie byl na základě těchto návrhů vyhlášen Valným shromážděním OSN na jeho 62. setkání v prosinci 2007 v New Yorku.
Akce se účastnilo celkem 136 zemí obvykle prostřednictvím svých národních organizačních výborů. Tyto státy se účastnily mezinárodních akcí (např. dubnového pozorování oblohy 100 hodin astronomie) a většina z nich připravila i své vlastní projekty (v Česku např. fotografickou soutěž Češi a Slováci na obloze).

### Česká republika
V České republice akci koordinoval Český organizační výbor Mezinárodního roku astronomie 2009. Hlavními spolupracujícími institucemi byly
- Astronomický ústav Akademie věd
- Akademie věd České republiky
- Česká astronomická společnost
- Sdružení hvězdáren a planetárií

## Hlavní události

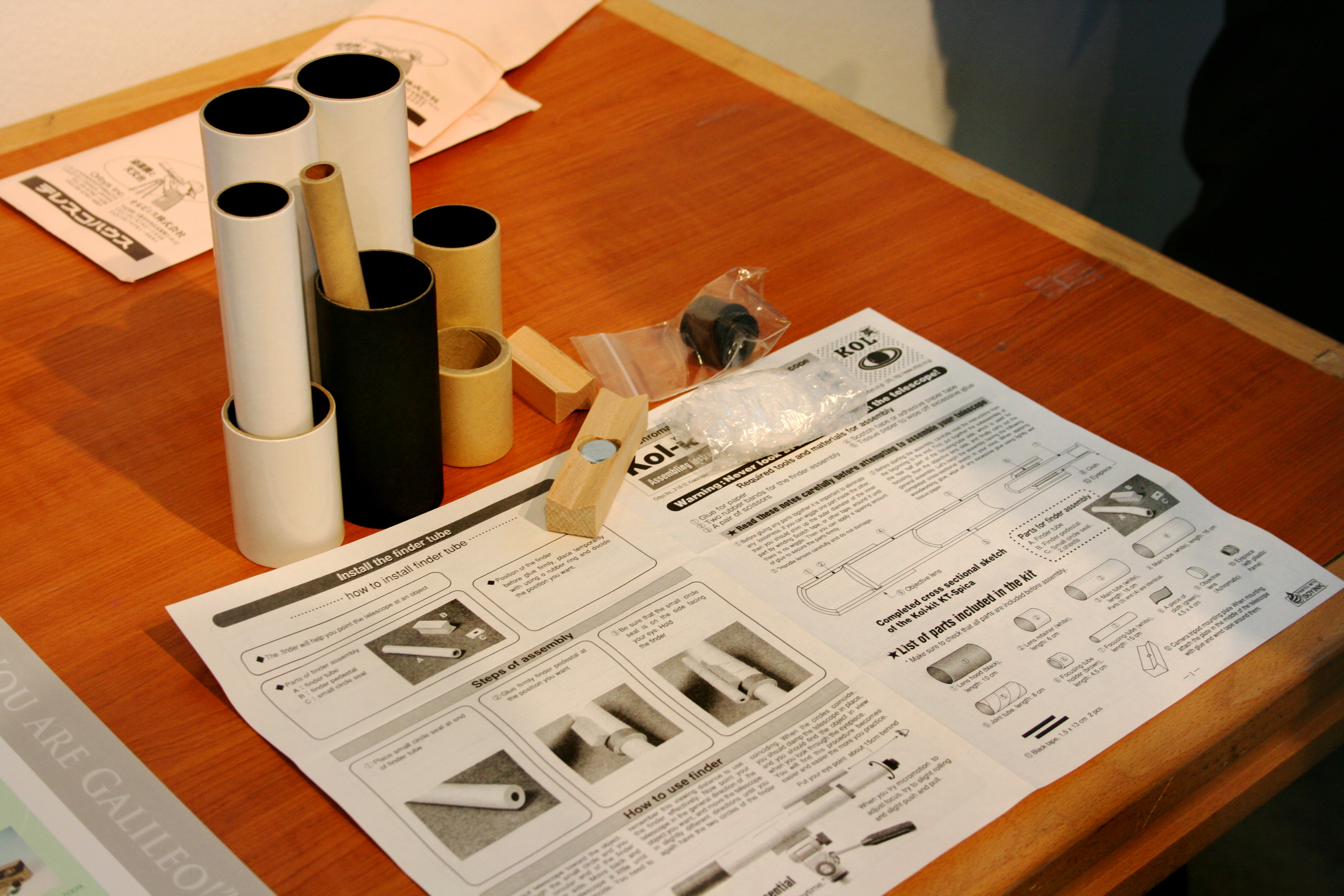
Galileoskop – návod k sestavení jednoduchého dalekohledu

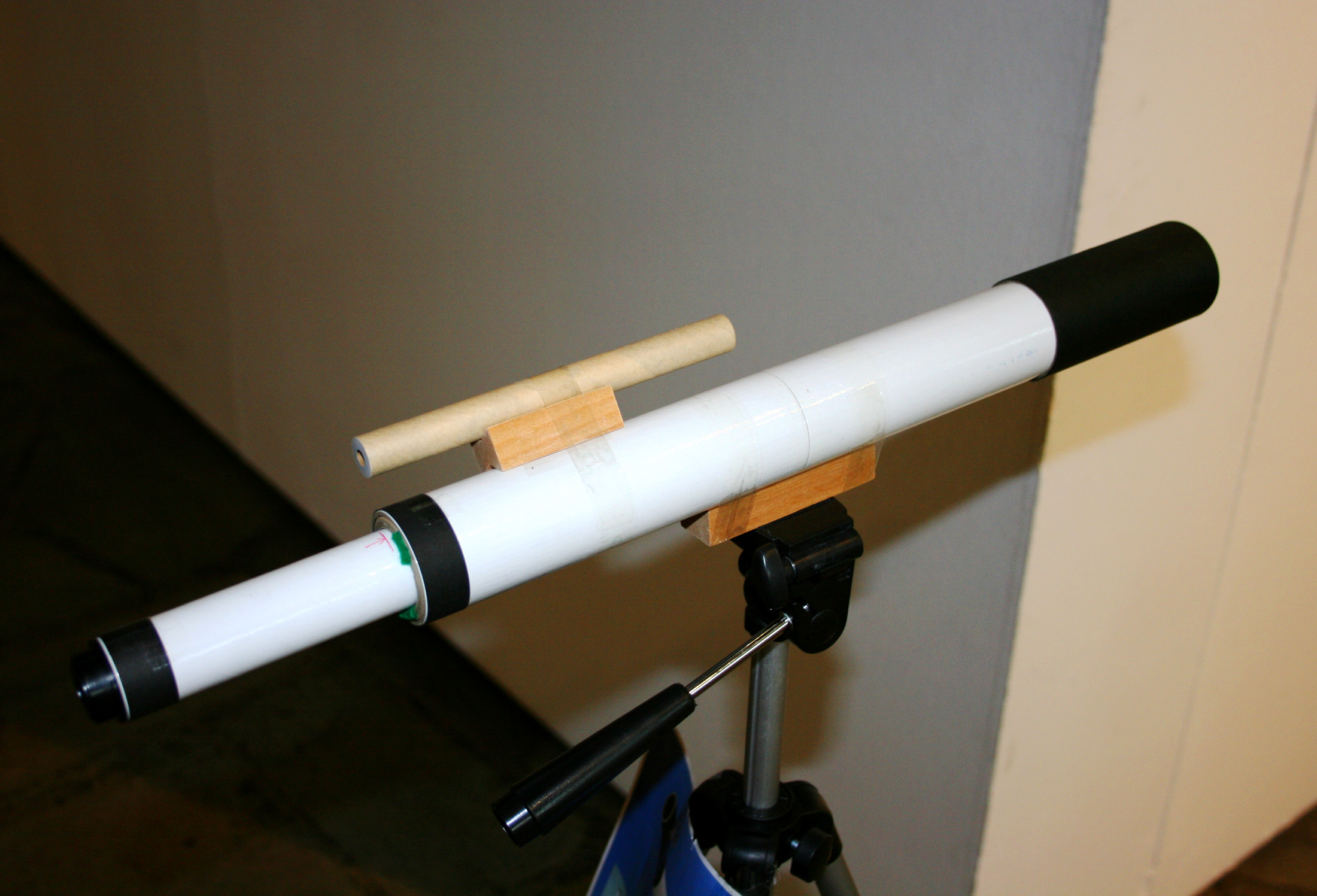
Sestavený Galileoskop

### Mezinárodní akce
Mezinárodní astronomická unie jako hlavní organizátor akce vyhlásila k Mezinárodnímu roku astronomie témata, ke kterým pak konkrétní akce připravily především jednotlivé účastnické země. Byly to např.:

#### 100 hodin astronomie
Od 2. do 5. dubna 2009 proběhla jedna z klíčových akcí celého Mezinárodního roku astronomie: pozorování, živé webcasty a diskuze, jejichž cílem bylo, aby se v tuto dobu podívalo dalekohledem co nejvíce lidí podobně, jako to před 400 lety udělal Galileo Galilei. Těchto 100 hodin astronomie se zúčastnilo 130 zemí
Jednou z dílčích akcí bylo např. S 80 dalekohledy kolem světa, kdy si 80 velkých profesionálních dalekohledů předávalo pod vedením Evropské jižní observatoře štafetu veřejně přístupných pozorování.
V Česku se do této akce kromě jiných zapojila např. hvězdárna v Úpici, která měla otevřeno těchto 100 hodin nepřetržitě, nebo např. město Litomyšl, které po dobu akce zhaslo veřejné osvětlení a slavnostní nasvícení historických budov.

#### Galileovské noci
Ve dnech 22. – 24. října proběhlo další pozorování oblohy pro veřejnost nazvané Galileovské noci. Tato původně neplánovaná akce byla do programu zařazena dodatečně po velkém zájmu veřejnosti o jarních 100 hodin astronomie. Její motto bylo „Jste Galileo!“ (You are Galileo!). Cílem Galileovských nocí bylo umožnit co největšímu počtu lidí zakusit to, co zažil Galileo před 400 lety. Termín akce byl proto vybrán tak, aby bylo možno pozorovat stejné objekty, na které zaměřil Galileo Galilei jako první svůj dalekohled: Měsíc a planetu Jupiter (včetně jejích 4 měsíců).
Několik světových profesionálních hvězdáren nabídlo své dalekohledy k pozorování přes internet. Zájemci tak měli možnost udělat si ze svého počítače snímek jedním z profesionálních teleskopů.
V Česku se do akce zapojilo 8 hvězdáren a planetárií. Své dalekohledy na veřejně přístupná místa vynesli i amatérští astronomové. Český organizační výbor pro ně vydal „Dobře míněné rady pro organizátory pozorovatelských akcí v průběhu Galileovských nocí“, kde radí především s výběrem vhodného místa pro pozorování.

#### Další celosvětové akce
- Galileoskop – návod především pro mládež na sestavení jednoduchého levného dalekohledu amatérskými prostředky a soutěž pro pozorovatele
- Ona je astronomka – o ženách v astronomii
- Astronomie a světové dědictví – cílem akce bylo vytvořit spojení mezi astronomií jako vědou a kulturou.

## České akce
Stejně jako většina účastnických zemí připojila Česká republika k mezinárodním tématům i své akce, např.:
- literární soutěž Vesmír mého mládí
- fotografickou soutěž Češi a Slováci na obloze
- soutěž k problematice světelného znečištění Sviťme si na cestu ... ne na hvězdy 2009
- soutěž pro mládež Astronomická olympiáda (v roce 2009 probíhá její 6. ročník).[13]

Česká republika se účastní také jednoho zajímavého mezinárodního projektu vedeného Rakouskem a Německem Kolik hvězd ještě můžeme spatřit? Jeho cílem bylo jednoduchým a laickým způsobem porovnat aktuální pozorovací podmínky noční oblohy na různých místech ve světě. Účastníci pozorují vybranou část souhvězdí Orionu nebo Malého medvěda (Malý vůz) a zapíší, kterému z připravených vzorů odpovídá aktuálně viditelný počet hvězd v této části oblohy.

### Výstavy

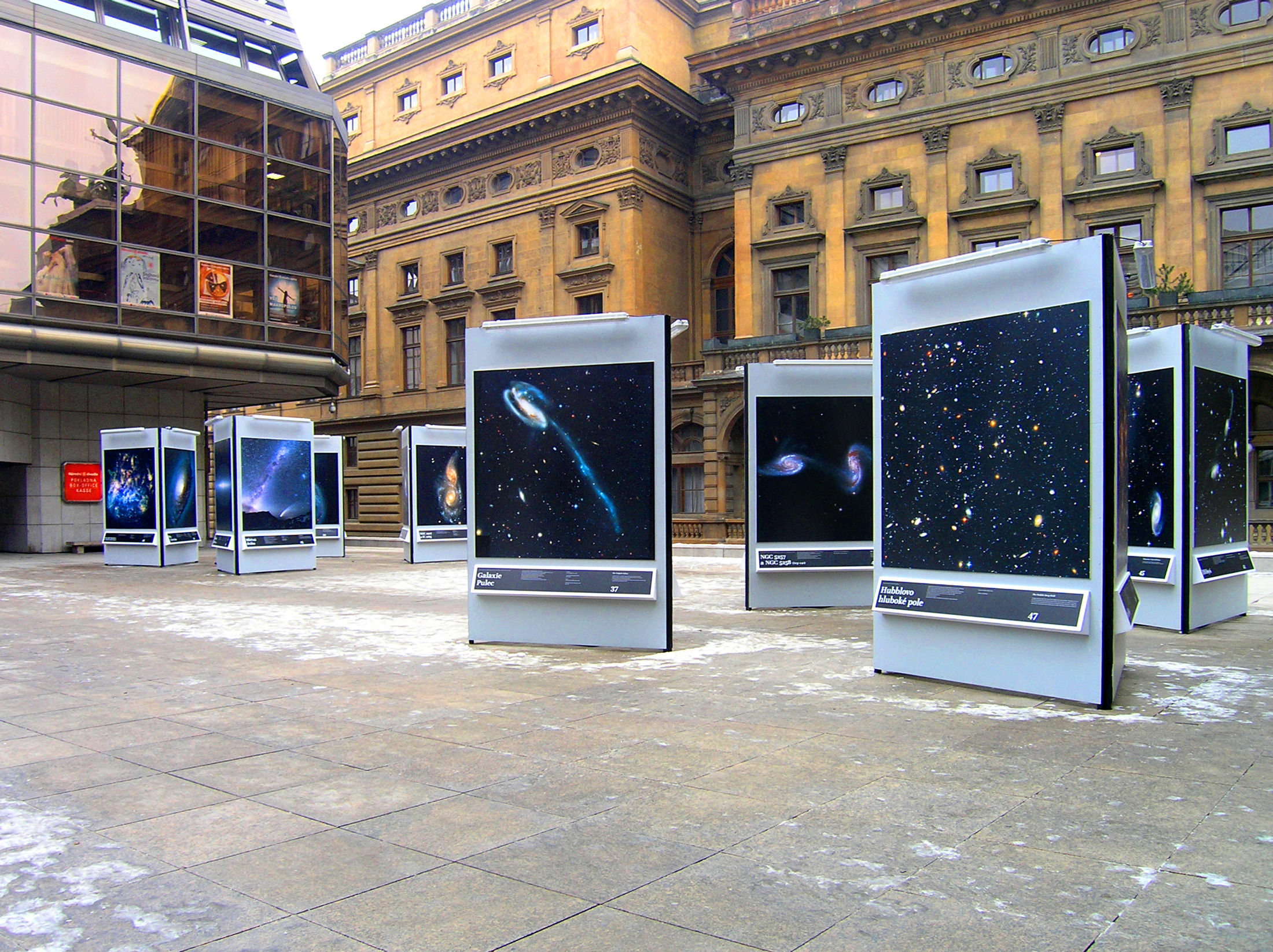
Exteriérová výstava Vesmír - dobrodružství objevů v Praze u Národního divadla

Mezinárodní rok astronomie doprovodí také několik výstav. První z nich zahájila 7. ledna v Praze u Národního divadla: exteriérová výstava Vesmír – dobrodružství objevů. Jde o 48 obřích panelů s fotografiemi těles sluneční soustavy, mlhovin a galaxií. Výstavu připravili španělští a mexičtí vědci a bude současně vystavena v mnoha různých státech.
Z českých národních výstav to byl např. projekt ke světelnému znečištění Proč už nevidíme hvězdy jako naši předkové? na Hvězdárně a planetáriu Plzeň nebo Kresby Měsíce z Hvězdárny a planetária hl. m. Prahy.
U příležitosti mezinárodní konference Bolidy a pády meteoritů se v budově Akademie věd ČR v Praze konala výstava 50 let Příbramských meteoritů. Byla věnována nejen pádu meteoritu Příbram – prvního meteoritu na světě, který byl nalezen na základě fotografických snímků zaznamenávajících jeho dráhu – ale všem meteoritům, které byly takto „fotograficky“ zaznamenány.

### Konference

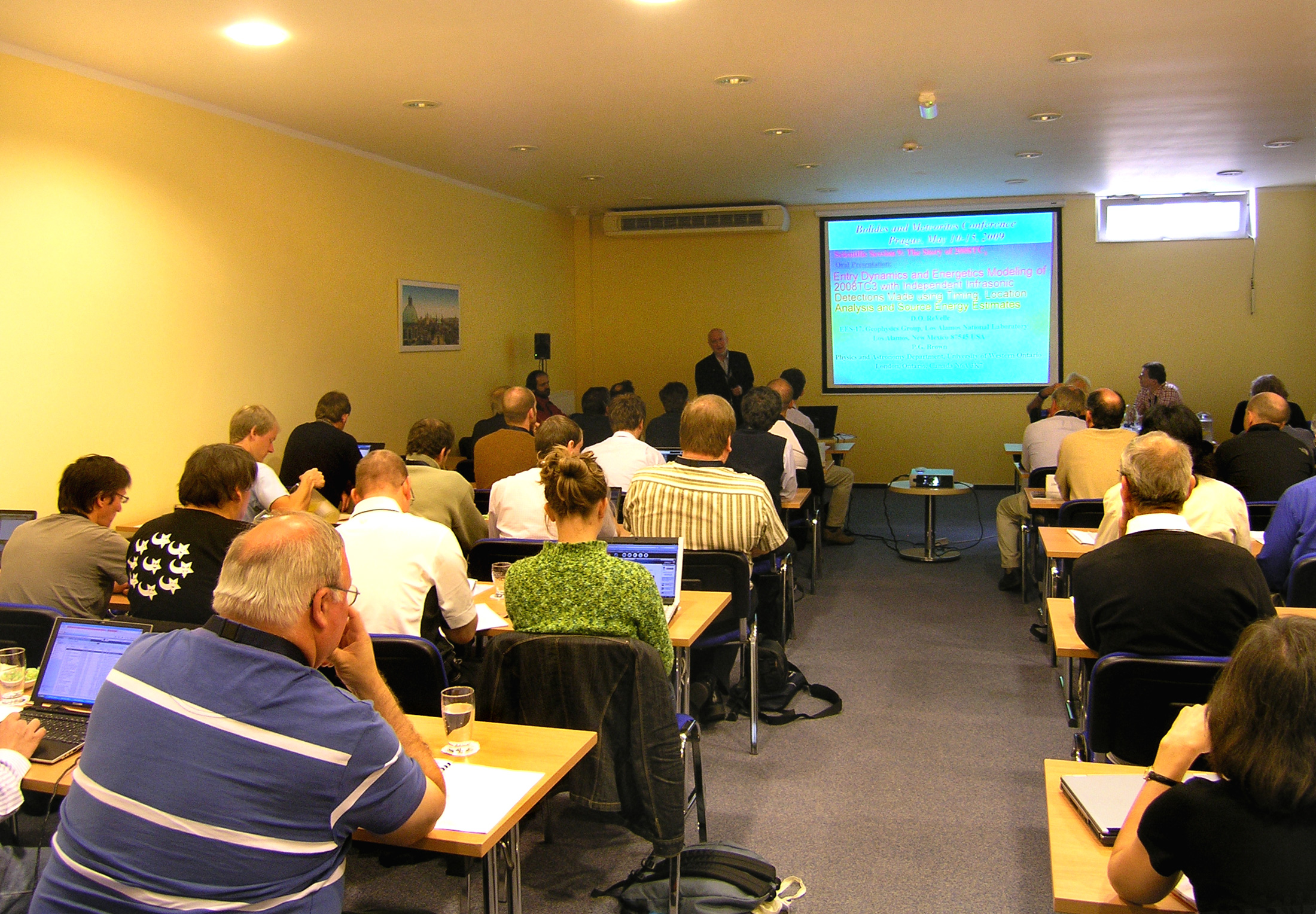
Konference Bolidy a pády meteoritů

V rámci Mezinárodního roku astronomie probíhají i vědecké konference.

#### Bolidy a pády meteoritů
V Praze se od 11. do 15. května 2009 konala mezinárodní vědecká konference Bolidy a pády meteoritů. Sjelo se na ni 60 odborníku ze 17 zemí světa a bylo na ní předneseno 50 přednášek, které se zabývaly různými aspekty pádu meteotitů – např. jejich temnou dráhou (část dráhy od konce záření meteoritu po jeho dopad na zemský povrch). Jedna celá sekce byla věnována pádu planetky 2008TC3 – prvního meteoritu, který byl pozorován ještě před vstupem do zemské atmosféry.
Konference se uskutečnila u příležitosti 50. výročí pádu meteoritu Příbram a 80. narozenin tehdejšího předního československého odborníka na studium meteoritů Zdeňka Ceplechy.

#### Dvojhvězdy jako klíč k pochopení vesmíru
Na ústavu teoretické fyziky a astrofyziky Masarykovy univerzity v Brně proběhla 8.–12. června mezinárodní vědecká konference o výzkumu dvojhvězd Binaries – key to Comprehension of the Universe. Zúčastnilo se jí rekordních 175 vědců věnujících se hvězdné fyzice.
Význam studia dvojhvězd shrnul hlavní organizátor konference Zdeněk Mikulášek z Masarykovy univerzity: „Peripetie manželského života hvězd vázaných ve dvojhvězdách jsou mnohem pestřejší a dramatičtější než život hvězdných samotářů. Mohou si vzájemně vyměňovat svou hmotu, vybuchovat jako novy či supernovy, mohou být zdroji rentgenového záření. Navíc hvězdy žijící ve dvojicích na sebe prozrazují mnohem více než osamocené hvězdy - z pozorování dvojhvězd lze spolehlivě určit jejich rozměry, hmotnosti, zářivé výkony i věk. Tyto údaje pak slouží k ověření znalostí o vývoji hvězd, procesech v jejich nitru, ale třeba i k určování vzdáleností galaxií.“

#### Keplerův odkaz v kosmickém věku

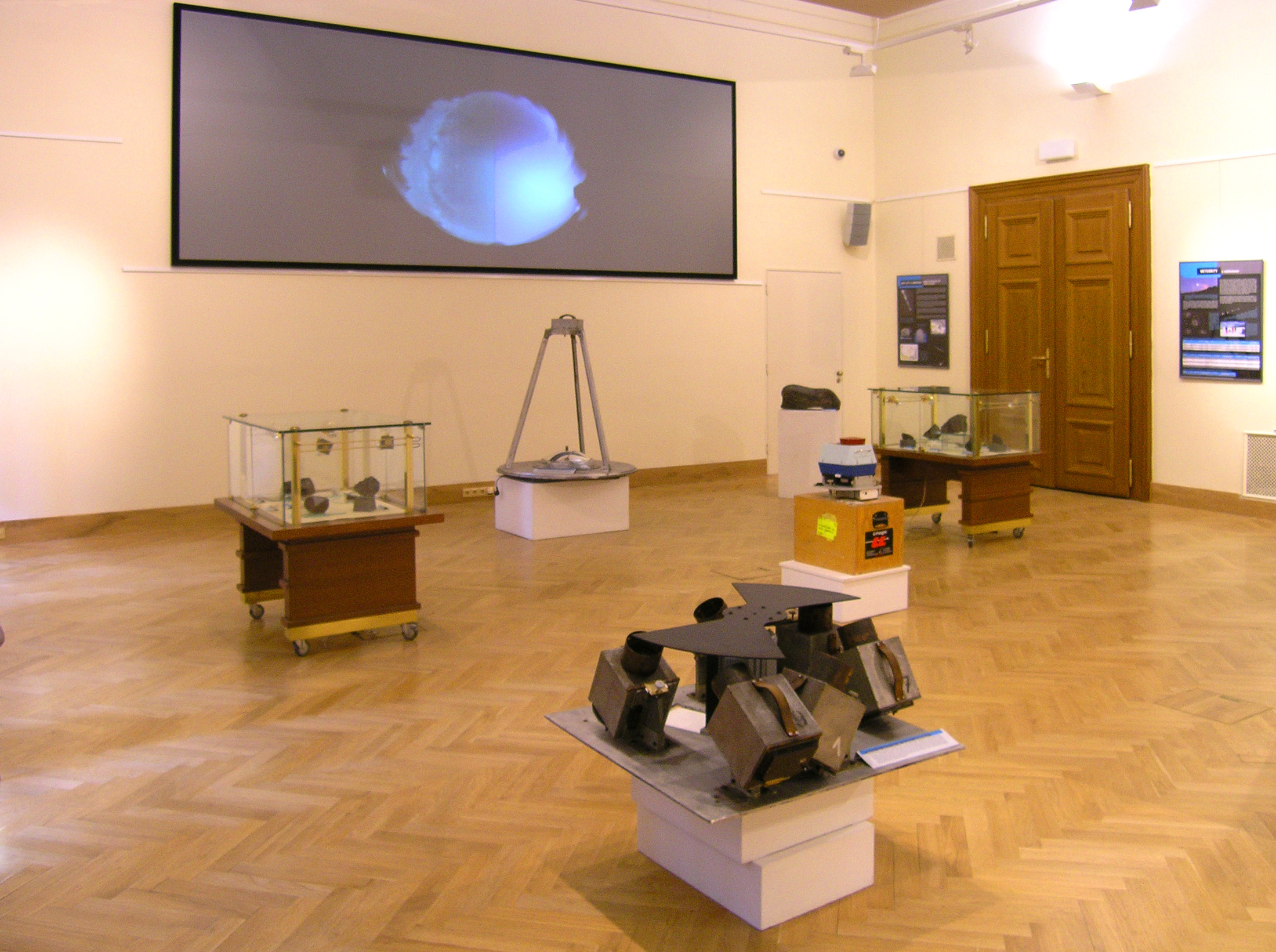
Výstava 50 let Příbramských meteoritů

Mezinárodní vědeckou konferenci Keplerův odkaz v kosmickém věku (400 let od vydání Keplerova díla Astronomia Nova) uspořádalo u příležitosti 400 let od publikace Keplerovy stěžejní práce Astronomia nova Národní technické muzeum ve spolupráci s Astronomickým ústavem Akademie věd 24.–27. srpna 2009 v Praze.

### Otevření muzea
V rámci Mezinárodního roku astronomie bylo v Praze otevřeno Keplerovo muzeum, jelikož Praha byla posledním městem, kde tento významný astronom trávil část svého života a které neměla muzeum věnované jeho osobnosti a práci.
Muzeum bylo otevřeno 25. srpna 2009 v Karlově ulici 4 na Starém Městě blízko Karlova mostu. Jde o dům, kde Kepler během svého pražského pobytu, kdy objevil svoje první dva zákony o pohybu nebeských těles, žil a pracoval.

### Jizerská oblast tmavé oblohy
Dne 4. listopadu 2009 byla v rámci Mezinárodního roku astronomie vyhlášena česko-polská Jizerská oblast tmavé oblohy. Jde o první mezinárodní oblast tohoto typu na světě. Nachází se v Jizerských horách podél horního toku Jizery na ploše o rozloze asi 75 km². Její česká část se rozkládá na území obce Kořenov v širším okolí osady Jizerka.
Vznikla z potřeby poskytovat veřejnosti informace o světelném znečištění. Za českou stranu se na jejím vzniku podílel Astronomický ústav Akademie věd, Správa CHKO Jizerské hory a Lesy České republiky.

### Ko(s)miksy
Českou specialitou bylo vydávání komiksů zvaných Ko(s)miksy, které kreslí Ladislav Šmelcer. Ty byly týdně publikovány na webu Českého organizačního výboru a reagují na aktuální nejen astronomické události.

### Medaile a známka
K roku astronomie byly vydány dvě pamětní medaile:
- Pamětní medaile k výročí publikace prvních dvou Keplerových zákonů (autoři J. Bejvl a L. Lietava, zlatá o váze 15,5 g)[26]
- Pamětní medaile Mezinárodního roku astronomie 2009 s portrétem Galileo Galilei (autor M. Vitanovský, vydáno ve 3 variantách: zlatá o váze 31,1 g, zlatá 16,5 g a stříbrná 16 g)[27]

Česká pošta vydala poštovní známku v hodnotě 17 Kč s vyobrazením Johannesa Keplera a připomenutím jeho práce Astronomia Nova.

## Zahájení Mezinárodního roku astronomie

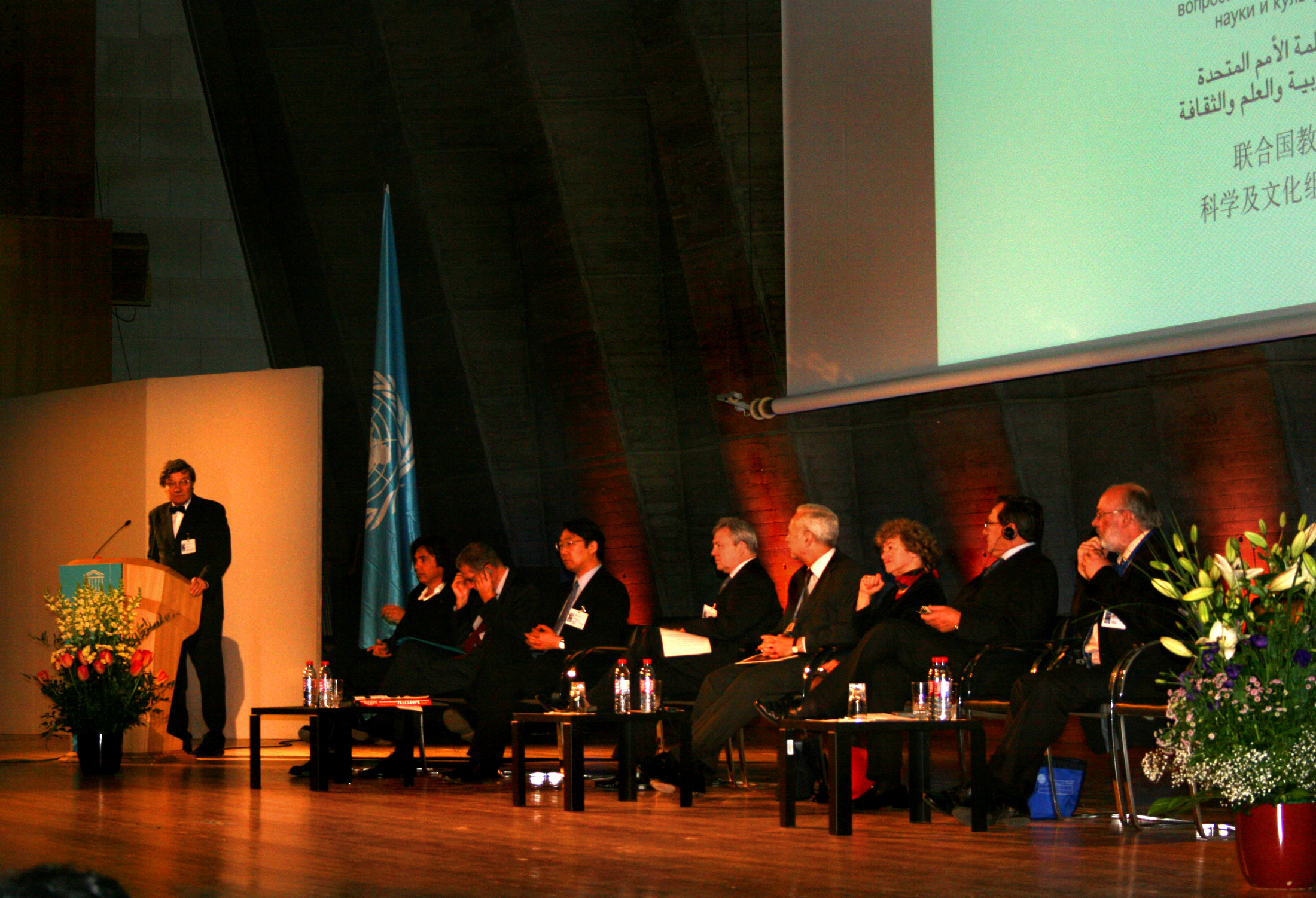
Zahájení Mezinárodního roku astronomie v Paříži v budově UNESCO

Tato velká mezinárodní akce začala hned 1. ledna celosvětovou „štafetou“ v pozorování Slunce. V Česku se akce zúčastnilo 5 hvězdáren, ale pro špatné počasí mohla Slunce jen jedna z nich – Hvězdárna Kleť – skutečně pozorovat, protože leží ve nejvyšší nadmořské výšce.
Oficiálně a slavnostně zahájil Mezinárodní rok astronomie generální sekretář UNESCO Koichiro Matsuura na konferenci 15.–16. ledna 2009 v Paříži. Jako druhý hlavní řečník vystoupil na zahájení instrumentalista Jean-Michel Jarre, který mluvil o svém vztahu k astronomii.
Nejzajímavějšími body tohoto úvodu bylo vystoupení několika světově uznávaných astronomů. Např. objevitelka pulsarů Jocelyn Bellová Burnellová demonstrovala chování pulsarů obíhajících kolem jiné hvězdy tak, že na provázku roztočila pípající kuchyňské minutky, přičemž bylo slyšet nejen změny výšky tónu, ale i změny intervalu mezí pípnutími během jednotlivých fází oběhu „pulsaru“.

### Zahájení v Evropské unii

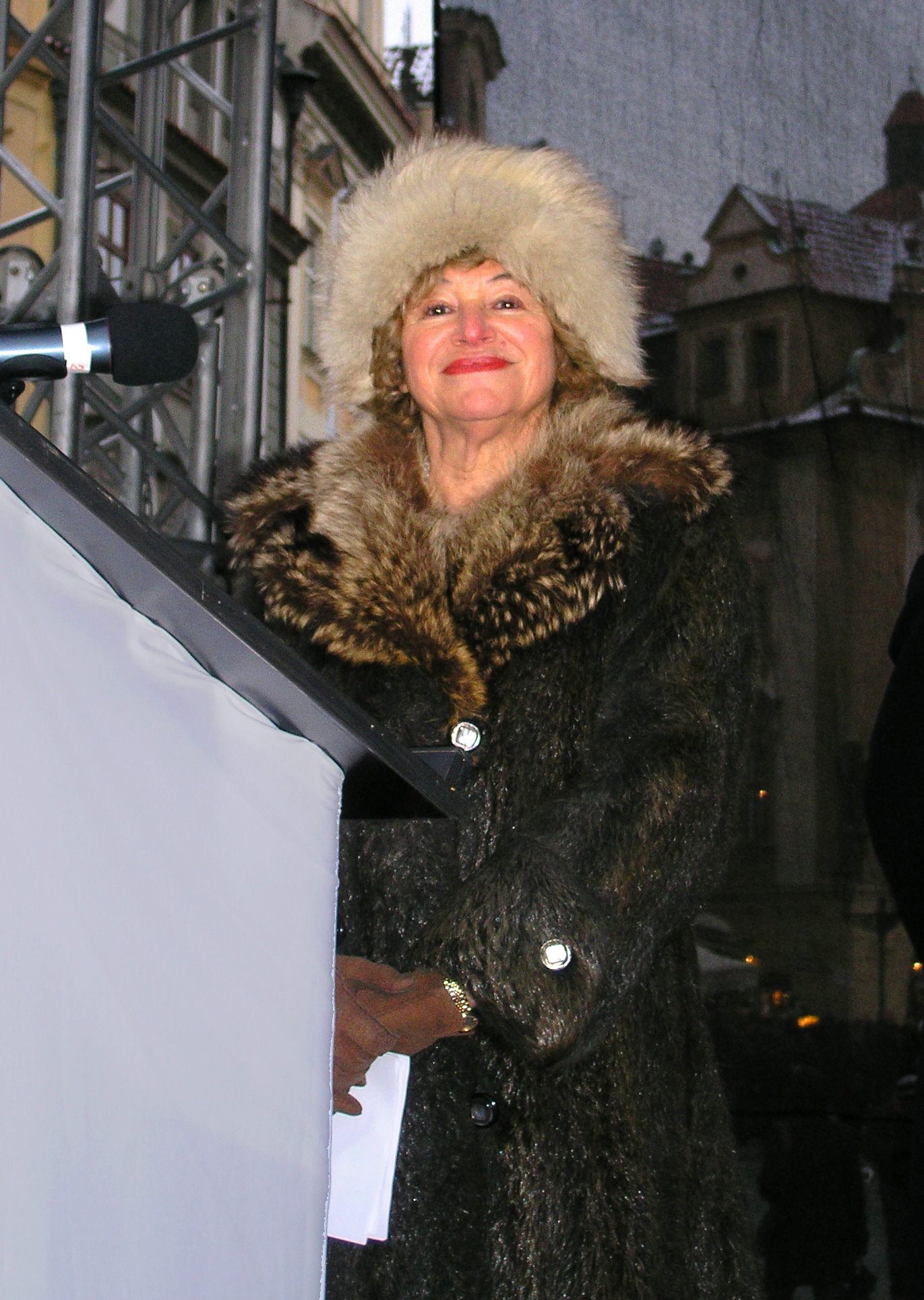
Prezidentka Mezinárodní astronomické unie Catherine Cesarsky při zahájení Mezinárodního roku astronomie v Praze

Protože Česká republika předsedala Evropské unii, dostalo se ji cti uspořádat Slavnostní zahájení Mezinárodního roku astronomie 2009 v Evropské unii. Konalo se v Praze na Staroměstském náměstí 7. ledna 2009. Promluvil na něm eurokomisař pro vědu a výzkum Janez Potočnik, prezidentka Mezinárodní astronomické unie Catherine Cesarsky, náměstek ministra školství, mládeže a tělovýchovy Vlastimil Růžička a předseda Akademie věd Václav Pačes.
Vlastní zahájení Mezinárodního roku astronomie pak provedl předseda Českého národního komitétu astronomického Jan Palouš. Slavnostní zahájení doprovodila výstava astronomických fotografií a pozorování Slunce dalekohledy.

## Ukončení Mezinárodního roku astronomie

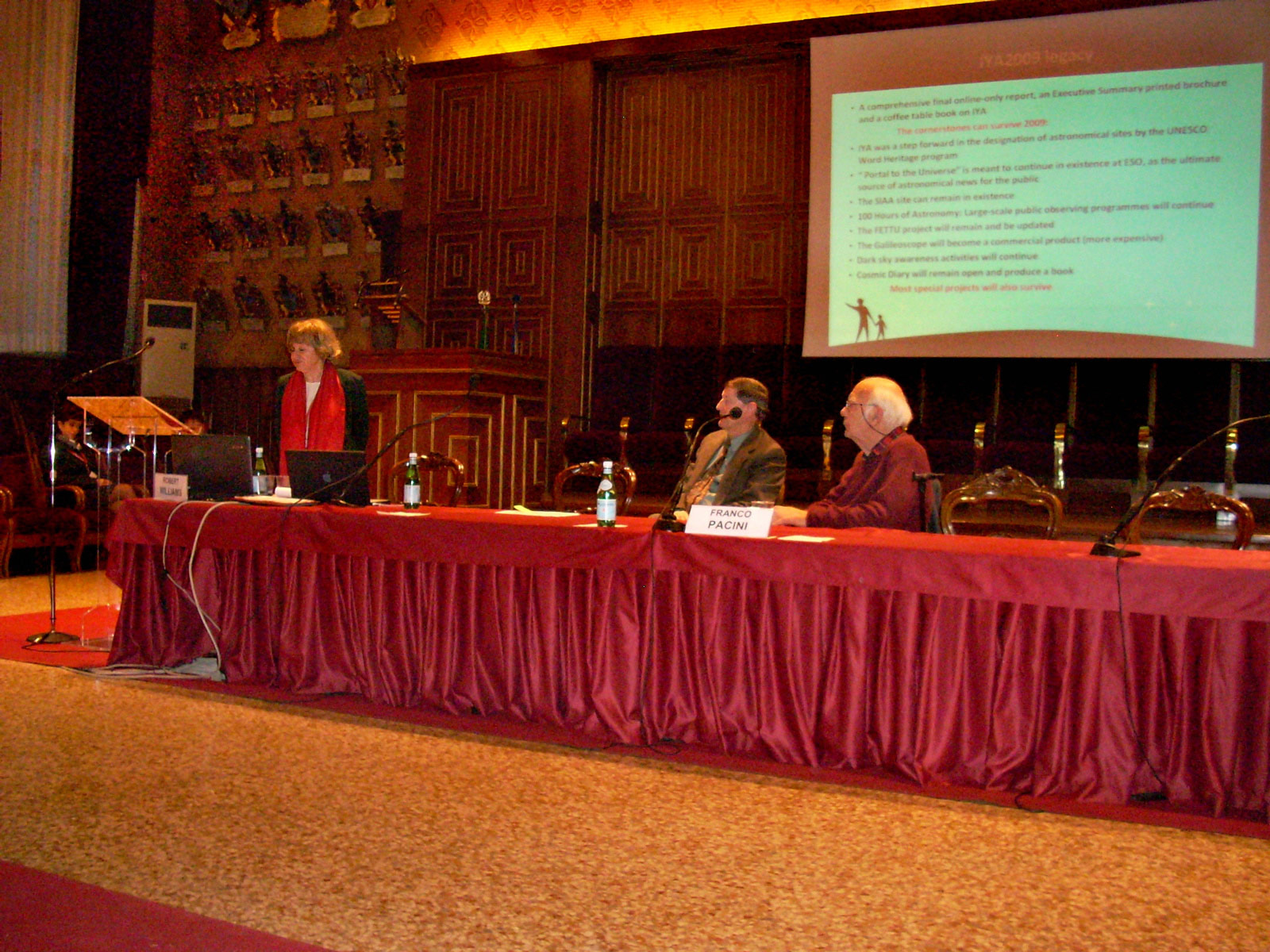
Ukončení Mezinárodního roku astronomie v Padově

Mezinárodní rok astronomie 2009 byl slavnostně ukončen 9. – 10. ledna 2010 v Padově.
Toto italské město bylo vybráno proto, že na zdejší Padovské univerzitě Galileo Galilei vyučoval experimentální fyziku a astronomii.

### Ukončení v Českě republice
V Česku byl Mezinárodní rok astronomie 2009 slavnostně ukončen v Zrcadlové kapli Národní knihovny ČR v Praze. Rozloučením provedli posluchače předseda Českého organizačního výboru Mezinárodní rok astronomie Jiří Grygar a jeho místopředseda Pavel Suchan. Spolu s dalšími hosty, kterými byli např. ředitel Národní knihovny Pavel Hazuka nebo předseda Akademie věd ČR Jiří Drahoš, připomněli hlavní akce, kterými pořadatelé přispěli k jeho úspěšnému průběhu.
Během večera vystoupili např. kytaristé Štěpán Rak a jeho syn Jan-Matěj Rak. Na závěr se konalo vyhodnocení literární soutěže Vesmír mého mládí. Oceněná básnická díla přednesl Alfred Strejček.

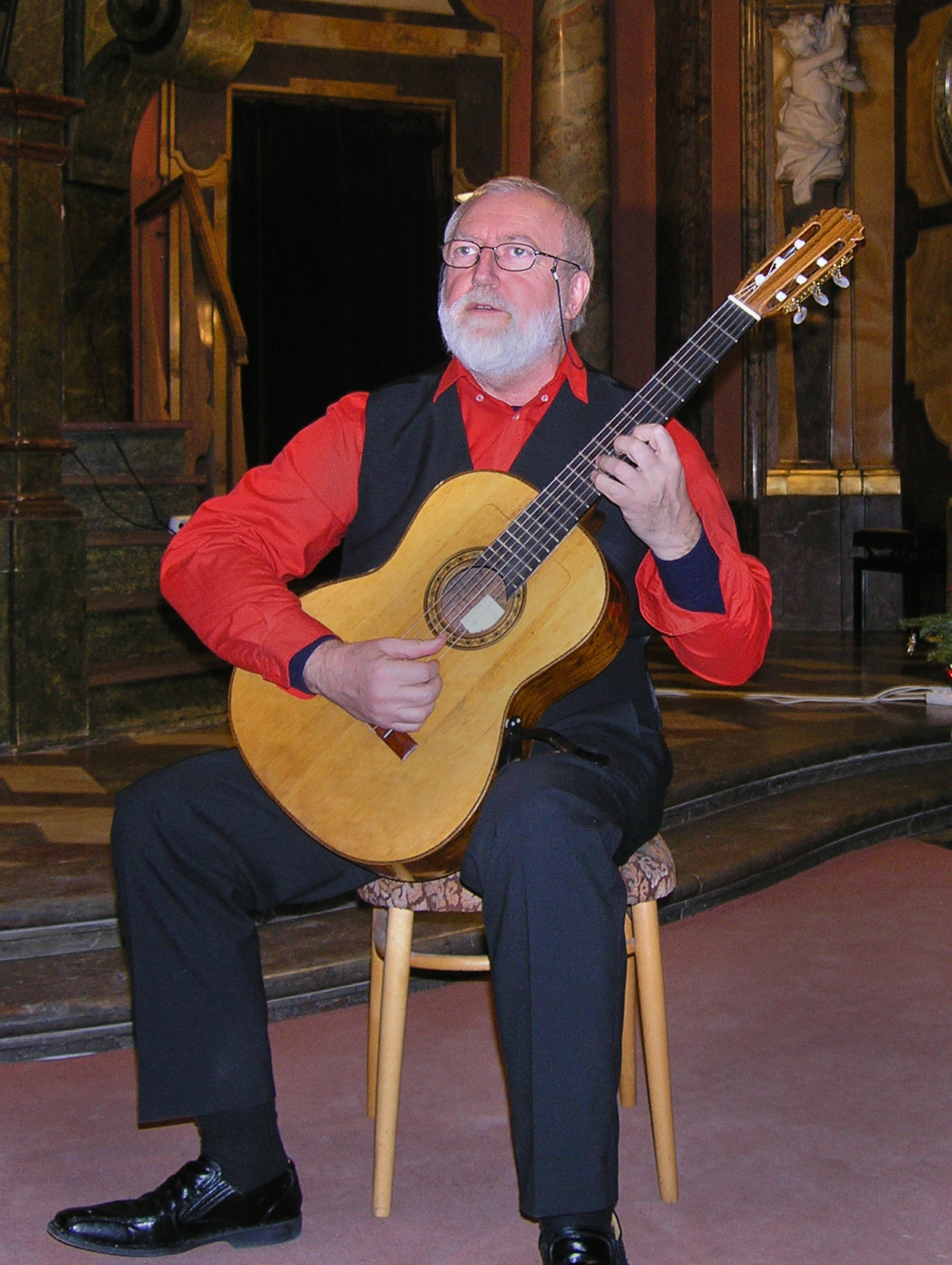
Štěpán Rak při slavnostním ukončení Mezinárodního roku astronomie

## Organizace
Mezinárodní rok astronomie organizuovala Mezinárodní astronomická unie ve spolupráci s UNESCO a mnoha dalšími nadnárodními a národními institucemi (mj. Evropská jižní observatoř nebo NASA). Hlavním koordinátorem byl portugalský astronom Pedro Russo (* 1977).

### Český organizační výbor
V České republice se na přípravě podílel především Český organizační výbor, který připravoval některé české akce. Jeho hlavním posláním však byla koordinace všech českých projektů a koordinace české účasti na této mezinárodní akci.
Předsedou organizační výboru, který byl jmenován Českým národním komitétem astronomickým, byl známý astrofyzik Jiří Grygar. Místopředsedy byli pracovníci Astronomického ústavu AV ČR Pavel Suchan (pro koordinaci národních aktivit) a Bruno Jungwiert (pro mezinárodní agendu).